# Milton Ernest
Milton Ernest – wieś w Anglii, w hrabstwie ceremonialnym Bedfordshire, w dystrykcie (unitary authority) Bedford. Leży 7 km na północny zachód od centrum miasta Bedford i 80 km na północ od centrum Londynu. W 2001 miejscowość liczyła 754 mieszkańców.